# Камерун на летних Олимпийских играх 1996
Камерун принимал участие в Летних Олимпийских играх 1996 года в Атланте (США), но не завоевал ни одной медали. Сборную страны представляли 15 участников, среди которых было четыре женщины и одиннадцать мужчин. Они выступили в тринадцати соревнованиях по пяти видам спорта: бокс, борьба, дзюдо, легкая атлетика, тяжелая атлетика . 
Игры в Атланте стали девятой летней Олимпиадой, в которой участвовала сборная Камеруна с 1964 года. Флаг Камеруна на церемонии открытия XXVI летних Олимпийских игр, проходившей 19 июля на Олимпийском стадионе в Атланте, пронесла легкоатлетка Жоржетта Н`Кома. Она же стала самой возрастной спортсменкой своей команды, принявшей участие в Играх, на момент выступления ей исполнилось 31 год и 82 дня. Самой юной же была легкоатлетка Сильви Мбалла Элунду — 19 лет и 104 дня.   